# 陈儒 (嘉靖癸未进士)
陳儒（1488年—1561年），字汝宗，又字懋學，號芹山，锦衣卫官籍。明朝政治人物。

## 生平
先世是交趾人。以土官百户从征黎有功，赐籍锦衣卫。至陈儒徙居宜兴，买田阳羡，遂为宜兴人。治《詩經》，行四，由國子生中式丙子科（1516年）順天府鄉試第二十一名舉人，年三十六歲中式嘉靖二年（1523年）癸未科會試第六名，第二甲第二十六名進士。授户部主事，监督居庸、昌平等关仓，又榷江西九江鈔关，嘉靖五年七月被盗贼劫持，抢去库金十斤。历升员外郎、郎中，出为山东东昌府知府，十三年（1534年）四月升浙江按察司副使，巡视宁绍，渡海阅军，十五年十月提调学校。十七年七月升陕西布政司右参政，十九年八月升本省按察使，二十年八月升山东右布政使。二十二年提调山东乡试，坐试录犯忌讳被逮治，降为陕西延安府宜君县尉。历升直隶庐州府推官、真定府同知、湖广按察司佥事，未任丁忧归。復除山东佥事，兵备青州，二十八年（1549年）三月升南京尚宝司卿，七月改光禄寺少卿，二十九年五月升太仆寺少卿，六月升南京太僕寺卿，十一月升南京太常寺卿，署掌南京国子监事，三十年七月升南京户部右侍郎、总督粮储，三十二年十二月改刑部右侍郎，三年考满，進階通議大夫。三十三年十一月升本部左侍郎，三十四年五月升都察院右都御史、总督漕运、巡抚凤阳，三十五年六月以病屡疏乞休，诏回京别用，三十六年二月考察致仕，嘉靖四十年卒，四十五年贈户部尚書。

## 著作
著有《芹山集》。

## 家族
曾祖陳仕，锦衣卫百户，贈武略将軍。祖父陳復宗，锦衣卫副千户。父陳賢，紀善。前母黄氏、田氏；母田氏；继母尹氏。慈侍下。兄俊，副千户；伟，副千户；傑；弟仁、佐、儀。子陳一麟、陳一鳳、陳一鹏（丁酉舉人）、陳一鹍、陳一龍，南京前軍都督府经历司都事；陳一鷺、陳一鶚、陳一熊、陳一梧。